# Манусская сипуха
Манусская сипуха (лат. Tyto manusi) — малоизвестный живущий в лесах вид сипух. В ходе исследований было найдено только две особи. Рассказов местных жителей тоже мало, из чего можно предположить, что их численность не превышает 1000 особей. Эндемик островов Адмиралтейства (Архипелаг Бисмарка, Папуа — Новая Гвинея). Иногда считается подвидом или даже синонимом австралийской сипухи.

## Внешний вид
Рост — от 41 до 46 см. Самки обычно немного больше чем самцы. Верхняя часть тела бурая с белыми и черными пятнами. Нижняя часть тела белёсая, нижняя живота охряная. Грудь в коричневых пятнах.